# ZDFtheaterkanal
ZDFtheaterkanal è stato un canale televisivo edito da ZDF. Il canale era trasmesso dalle 9:00 alle 2:00 del giorno successivo; le trasmissioni iniziarono il 9 dicembre 1999. La trasmissione fu interrotta il 7 maggio 2011 in favore di ZDFkultur.
Il programma veniva trasmesso nazionalmente attraverso il network televisivo via cavo (DVB-C) e su Astra 19.2°E (DVB-S). In più il canale era accessibile nelle offerte IPTV di Telekom Entertain e Alice, così come attraverso Zattoo.
Nell'estate 2008 venne presentato il piano per convertire ZDFtheaterkanal in un canale culturale. Il 7 maggio 2011, alle 6:30, il nuovo canale ZDFkultur rimpiazzò ZDFtheaterkanal con contenuti di musica, spettacolo, film, cultura e giochi. Il cut-over avvenne il 7 maggio 2011 all'1:20.
ZDFtheaterkanal (così come il successivo ZDFkultur) era diretto da Wolfgang Bergmann, precedentemente da Walter Konrad.

## Programmazione
Il canale mirava a prendere in esame tutte le aree dello spettacolo. Ciò significò la trasmissione di spettacoli teatrali, documentari, ritratti e conversazioni. Dalla metà degli anni 2000, il canale è stato integrato con altre forme d'arte. Perciò formati musicali come Later with Jools Holland o registrazioni di concerti vennero trasmessi.
Vennero, inoltre, ritrasmessi programmi prodotti già da ZDF, quali Kulturzeit, Tracks, Durch die Nacht mit …, Bauerfeind e FOYER.
Si potevano anche vedere show come ZDF-Hitparade e Disco, così come vecchie serie televisive.